# Ministero dell'agricoltura, delle foreste e della pesca
Il Ministero dell'agricoltura, delle foreste e della pesca (農林水産省?, Nō, Rin, Suisan-shō, in inglese Ministry of Agriculture, Forestry and Fisheries, da cui l'acronimo MAFF) è il dicastero del governo giapponese preposto al controllo e alla regolamentazione dei settori dell'agricoltura, della silvicoltura e della pesca.
La sede è all'interno del Chūō Gōdō Chōsha Daiichi-gōkan, che si trova nel quartiere Kasumigaseki a Chiyoda, Tokyo.
Dall'11 novembre 2024 il ministro in carica è Taku Etō.

## Funzioni
Il ministero si occupa della gestione amministrativa relativa al settore forestale, della pesca e dei prodotti agroalimentari, dalla loro produzione al consumo, nonché dello sviluppo rurale e della promozione del benessere nelle zone rurali al fine di garantire un approvvigionamento alimentare stabile, lo sviluppo adeguato dell'agricoltura, delle foreste e della pesca, e il miglioramento delle condizioni di vita dei residenti delle zone rurali.